# Società Sportiva Campobasso 1980-1981
Questa voce raccoglie le informazioni riguardanti la Società Sportiva Campobasso nelle competizioni ufficiali della stagione 1980-1981.

## Stagione
Per la stagione 1980-1981 Falcione nomina come da Roberto Ranzani e in panchina Bruno Giorgi. Al posto dei partenti Paleari, Scaini, Trevisan e Pasciullo (il club si dimenticò di fargli sottoscrivere il contratto e lui da svincolato andò in Serie B al Palermo), arrivano il portiere Bruno Fantini, i centrocampisti Paolo Biancardi, Giuseppe Guerini e Walter Casaroli mentre dalle giovanili arriva in pianta stabile difensore Carmelo Parpiglia. In Coppa Italia Enrico Lanzi si rompe la tibia, compromettendogli la stagione. La squadra raccoglie punti in casa, mentre in trasferta sfugge quasi sempre la vittoria, con gli unici risultati di rilievo i due pareggi esterni con Sambenedettese e Cavese con cui si contende il primato. Nel girone di ritorno vince contro la Sambenedettese, ma i risultati continuano a non arrivare in trasferta vincendo una sola partita sul neutro di Latina contro la Salernitana, perdendo punti preziosi a Terni e ad Arezzo (due 1-0). Alla 29ª subisce il gol dell'1-1 contro la Paganese e alla 32ª giornata nel derby con il Benevento non riesce a trasformare il gol del vantaggio in vittoria. Alla penultima giornata, sotto di due punti dalla coppia di testa, si gioca Campobasso-Cavese, con i rossoblù che ne escono vittoriosi per 1-0 (partita ricordata per la sassaiola dei tifosi cavesi al gol di Maestripieri e un loro pullman impallinato dopo la partita) raggiungendoli al secondo posto. Beffarda per i lupi è l'ultima giornata: pareggio in casa del Rende, non potendo così giocare un eventuale spareggio con i campani, chiudendo con 43 punti, mentre la Cavese (vittoriosa all'ultima giornata) e la Sambenedettese chiusero entrambe a 44.
In Coppa Italia Semiprofessionisti, dopo aver superato ai gironi l'Avezzano e il Formia, supera il Savoia ai sedicesimi, per uscire dalla competizione agli ottavi per mano della Salernitana.
Al termine della stagione, dopo la cocente delusione il presidente Falcione e i suoi soci si dimettono.

## Rosa
| N. |                   | Ruolo | Calciatore                  |
| -- | ----------------- | ----- | --------------------------- |
|    | Italia (bandiera) | P     | Sandro Di Vicoli            |
|    | Italia (bandiera) | P     | Bruno Fantini               |
|    | Italia (bandiera) | D     | Piero Brezzi                |
|    | Italia (bandiera) | D     | Alvaro Facoetti             |
|    | Italia (bandiera) | D     | Marco Lancetti              |
|    | Italia (bandiera) | D     | Enrico Lanzi                |
|    | Italia (bandiera) | D     | Carmelo Parpiglia           |
|    | Italia (bandiera) | D     | Michele Scorrano (capitano) |
|    | Italia (bandiera) | C     | Paolo Biancardi             |
|    | Italia (bandiera) | C     | Umberto Catarci             |
|    | Italia (bandiera) | C     | Gabriele Corigliano         |
|    | Italia (bandiera) | C     | Leo D'Alesio                |
|    | Italia (bandiera) | C     | Giuseppe Guerini            |
|    | Italia (bandiera) | C     | Marco Maestripieri          |

| N. |                   | Ruolo | Calciatore          |
| -- | ----------------- | ----- | ------------------- |
|    | Italia (bandiera) | C     | Giovanni Manari     |
|    | Italia (bandiera) | C     | Luigi Marchetti     |
|    | Italia (bandiera) | C     | Luigi Sollazzo      |
|    | Italia (bandiera) | C     | Alfredo Spada       |
|    | Italia (bandiera) | A     | Francesco Carnevale |
|    | Italia (bandiera) | A     | Walter Casaroli     |
|    | Italia (bandiera) | A     | Fulvio D'Adderio    |
|    | Italia (bandiera) | A     | Luigi Intrevado     |
|    | Italia (bandiera) | A     | Gian Battista Motta |
|    | Italia (bandiera) | A     | Pieraldo Nemo       |
|    | Italia (bandiera) |       | D'Ugo               |
|    | Italia (bandiera) |       | Licursi             |
|    | Italia (bandiera) |       | Rizzi               |
|    | Italia (bandiera) |       | Gianni Testa        |

## Calciomercato

### Sessione estiva
| Acquisti | Acquisti         | Acquisti  | Acquisti   |
| R.       | Nome             | da        | Modalità   |
| -------- | ---------------- | --------- | ---------- |
| P        | Sandro Di Vicoli | Lanciano  | definitivo |
| P        | Bruno Fantini    | Modena    | definitivo |
| D        | Piero Brezzi     | Grosseto  | definitivo |
| C        | Paolo Biancardi  | Reggiana  | definitivo |
| C        | Umberto Catarci  | Casertana | definitivo |
| C        | Leo D'Alesio     | Ururi     | definitivo |
| C        | Giuseppe Guerini | Siracusa  | definitivo |
| C        | Alfredo Spada    | Lecce     | definitivo |
| A        | Walter Casaroli  | Parma     | definitivo |
| A        | Fulvio D'Adderio | Termoli   | definitivo |

| Cessioni | Cessioni             | Cessioni | Cessioni   |
| R.       | Nome                 | a        | Modalità   |
| -------- | -------------------- | -------- | ---------- |
| P        | Macoretta            |          | svincolato |
| P        | Franco Paleari       | Verona   | definitivo |
| P        | Pietro Tomei         | Forlì    | prestito   |
| P        | F Ventura            |          | svincolato |
| D        | Ilario Cozzi         | Pisa     | definitivo |
| D        | Luigino Pasciullo    | Palermo  | svincolato |
| D        | Angelo Trevisan      | Paganese | definitivo |
| C        | Giorgio Bittolo      | Siena    | definitivo |
| C        | Nicola Fucci         | Lanciano | prestito   |
| C        | Enzo Scaini          | Verona   | definitivo |
| A        | Giampiero Alivernini | Paganese | definitivo |
| A        | Silvio Campofredano  |          | svincolato |
| A        | Antonio Fiorillo     | Lanciano | definitivo |
|          | Flavio Ceccarelli    |          | svimcolato |
|          | Piero D'Ascanio      |          | svincolato |
|          | Petricca             |          | svincolato |
|          | Vincenzo Rosati      |          | svincolato |
|          | Villani              |          | svincolato |

### Sessione autunnale
| Acquisti | Acquisti       | Acquisti | Acquisti   |
| R.       | Nome           | da       | Modalità   |
| -------- | -------------- | -------- | ---------- |
| D        | Marco Lancetti | Padova   | definitivo |

| Cessioni | Cessioni            | Cessioni    | Cessioni   |
| R.       | Nome                | a           | Modalità   |
| -------- | ------------------- | ----------- | ---------- |
| C        | Gabriele Corigliano | Igea Virtus | definitivo |
| C        | Giovanni Manari     | Siena       | definitivo |

## Risultati

### Serie C1

#### Girone di andata
| Arbitro: | Cerquoni (Macerata) |

|           |           |  |
| Motta 87’ | Marcatori |  |

| Torre del Greco 5 ottobre 1980 2ª giornata | Turris        | 0 – 0 | Campobasso | Stadio Amerigo Liguori\| Arbitro: \| Greco (Lecce) \| |
| Arbitro:                                   | Greco (Lecce) |       |            |                                                       |

| Arbitro: | Damiami (Ascoli Piceno) |

|               |           |  |
| Bacilieri 23’ | Marcatori |  |

| Campobasso 19 ottobre 1980 4ª giornata | Campobasso           | 0 – 0 | Livorno | Stadio Giovanni Romagnoli\| Arbitro: \| Polacco (Conegliano) \| |
| Arbitro:                               | Polacco (Conegliano) |       |         |                                                                 |

| San Benedetto del Tronto 26 ottobre 1980 5ª giornata | Sambenedettese      | 0 – 0 | Campobasso | Stadio Fratelli Ballarin\| Arbitro: \| Tubertini (Bologna) \| |
| Arbitro:                                             | Tubertini (Bologna) |       |            |                                                               |

| Arbitro: | Giaffreda (Roma) |

|          |           |  |
| Nemo 56’ | Marcatori |  |

| Arbitro: | Pampana (Pisa) |

|                                      |           |                  |
| Valentini 9’ Labonia 17’ Piocchi 65’ | Marcatori | 75’ Maestripieri |

| Arbitro: | Leni (Perugia) |

|              |           |  |
| Lancetti 17’ | Marcatori |  |

| Arbitro: | Sarti (Modena) |

|                  |           |  |
| Zanolla 20’, 26’ | Marcatori |  |

| Arbitro: | Lussanna (Bergamo) |

|              |           |  |
| Lancetti 63’ | Marcatori |  |

| Arbitro: | Greco (Lecce) |

|              |           |  |
| Lancetti 76’ | Marcatori |  |

| Pagani 21 gennaio 1981 12ª giornata | Paganese            | 0 – 0 | Campobasso | Stadio Comunale\| Arbitro: \| Lamorgese (Potenza) \| |
| Arbitro:                            | Lamorgese (Potenza) |       |            |                                                      |

| Arbitro: | Laricchia (Bari) |

|                       |           |                         |
| Scorrano 9’ Motta 61’ | Marcatori | 55’ (aut.) Maestripieri |

| Reggio Calabria 4 gennaio 1981 14ª giornata | Reggina          | 0 – 0 | Campobasso | Stadio Comunale\| Arbitro: \| Scevola (Milano) \| |
| Arbitro:                                    | Scevola (Milano) |       |            |                                                   |

| Campobasso 11 gennaio 1981 15ª giornata | Campobasso         | 0 – 0 | Benevento | Stadio Giovanni Romagnoli\| Arbitro: \| De Marchi (Novara) \| |
| Arbitro:                                | De Marchi (Novara) |       |           |                                                               |

| Arbitro: | Tubertini (Bologna) |

|                |           |                  |
| De Tommasi 85’ | Marcatori | 47’ Maestripieri |

| Arbitro: | Boschi (Parma) |

|                                        |           |  |
| Maestripieri 44’ Guerini 58’ Motta 60’ | Marcatori |  |

#### Girone di ritorno
| Arbitro: | Giaffreda (Roma) |

|               |           |  |
| Nicolucci 80’ | Marcatori |  |

| Arbitro: | Valente (Monfalcone) |

|                                    |           |  |
| Frattini 45’ (aut.) Motta 70’, 87’ | Marcatori |  |

| Arbitro: | Tuveri (Cagliari) |

|                        |           |                 |
| Motta 21’ Casaroli 65’ | Marcatori | 65’ De Pasquale |

| Arbitro: | Sarti (Modena) |

|            |           |          |
| Grossi 83’ | Marcatori | 82’ Nemo |

| Arbitro: | Lamorgese (Potenza) |

|              |           |  |
| Scorrano 52’ | Marcatori |  |

| Arbitro: | Polacco (Conegliano) |

|                |           |  |
| Stefanelli 67’ | Marcatori |  |

| Arbitro: | Galbiati (Monza) |

|                    |           |  |
| Ferioli 63’ (aut.) | Marcatori |  |

| Francavilla 29 marzo 1981 25ª giornata | Francavilla   | 0 – 0 | Campobasso | Stadio Comunale\| Arbitro: \| Testa (Prato) \| |
| Arbitro:                               | Testa (Prato) |       |            |                                                |

| Arbitro: | Albertini (Voghera) |

|                                                    |           |  |
| Nemo 17’ (rig.) Spada 47’ Catarci 70’ Lancetti 77’ | Marcatori |  |

| Arbitro: | Giaffreda (Roma) |

|                |           |                             |
| Del Favero 63’ | Marcatori | Nemo 33’ (rig.) Catarci 53’ |

| Matera 26 aprile 1981 28ª giornata | Matera         | 0 – 0 | Campobasso | Stadio XXI settembre\| Arbitro: \| Leni (Perugia) \| |
| Arbitro:                           | Leni (Perugia) |       |            |                                                      |

| Arbitro: | Baldini (Piacenza) |

|              |           |              |
| Casaroli 55’ | Marcatori | Aliverni 63’ |

| Arbitro: | Tubertini (Bologna) |

|          |           |  |
| Neri 47’ | Marcatori |  |

| Arbitro: | Vallesi (Pisa) |

|                    |           |  |
| Motta 61’ Nemo 79’ | Marcatori |  |

| Arbitro: | Lamorgese (Potenza) |

|             |           |                    |
| Mottola 51’ | Marcatori | 2’ (rig.) Casaroli |

| Arbitro: | Polacco (Conegliano) |

|                 |           |  |
| Maestripieri 1’ | Marcatori |  |

| Arbitro: | Baldi (Roma) |

|              |           |             |
| De Brasi 27’ | Marcatori | 72’ Catarci |

### Coppa Italia Semiprofessionisti

#### Fase a gironi
| 24 agosto 1980 1ª giornata |  | – Il Campobasso riposa |  |  |

| Formia 31 agosto 1980 2ª giornata | Formia            | 0 – 0 | Campobasso | Stadio Nicola Perrone\| Arbitro: \| Tuveri (Cagliari) \| |
| Arbitro:                          | Tuveri (Cagliari) |       |            |                                                          |

| Arbitro: | Fabricatore (Roma) |

|               |           |  |
| Biancardi 15’ | Marcatori |  |

| 7 settembre 1980 4ª giornata |  | – Il Campobasso riposa |  |  |

| Arbitro: | Iannone (Chieti) |

|                       |           |  |
| Nemo 45’ Scorrano 48’ | Marcatori |  |

| Arbitro: | Balsamo (Paola) |

|             |           |              |
| Bonaldi 38’ | Marcatori | 48’ Casaroli |

#### Sedicesimi di finale
| Squadra 1 | Totale | Squadra 2  | Andata | Ritorno |
| --------- | ------ | ---------- | ------ | ------- |
| Savoia    | 1-4    | Campobasso | 0-4    | 1-0     |

| Arbitro: | Coppetelli (Tivoli) |

|  |           |                                          |
|  | Marcatori | 26’ Scorrano 42’, 79’ Motta 79’ Casaroli |

| Arbitro: | Lamberti (Barletta) |

|  |           |             |
|  | Marcatori | 10’ Qualano |

#### Ottavi di finale
| Squadra 1   | Totale | Squadra 2  | Andata | Ritorno |
| ----------- | ------ | ---------- | ------ | ------- |
| Salernitana | 4-2    | Campobasso | 1-2    | 3-0     |

| Arbitro: | Luci (Firenze) |

|              |           |                    |
| Marciano 54’ | Marcatori | 24’, 40’ D'Adderio |

| Arbitro: | Greco (Lecce) |

|  |           |                                   |
|  | Marcatori | 41’, 79’ Mattolini 47’ Del Favero |

## Statistiche

### Statistiche di squadra
| Competizione                    | Punti | In casa | In casa | In casa | In casa | In casa | In casa | In trasferta | In trasferta | In trasferta | In trasferta | In trasferta | In trasferta | Totale | Totale | Totale | Totale | Totale | Totale | DR  |
| Competizione                    | Punti | G       | V       | N       | P       | Gf      | Gs      | G            | V            | N            | P            | Gf           | Gs           | G      | V      | N      | P      | Gf     | Gs     | DR  |
| ------------------------------- | ----- | ------- | ------- | ------- | ------- | ------- | ------- | ------------ | ------------ | ------------ | ------------ | ------------ | ------------ | ------ | ------ | ------ | ------ | ------ | ------ | --- |
| Serie C1                        | 43    | 17      | 14      | 3       | 0       | 25      | 3       | 17           | 1            | 10           | 6            | 7            | 14           | 34     | 15     | 13     | 6      | 32     | 17     | +15 |
| Coppa Italia Semiprofessionisti | 6     | 4       | 2       | 0       | 2       | 3       | 4       | 4            | 2            | 2            | 0            | 7            | 2            | 8      | 6      | 2      | 2      | 10     | 5      | +5  |
| Totale                          | -     | 21      | 16      | 3       | 2       | 28      | 7       | 21           | 3            | 12           | 6            | 14           | 16           | 42     | 21     | 15     | 8      | 42     | 22     | +20 |

### Statistiche dei giocatori
| Giocatore       | Serie C  | Serie C | Coppa Italia Semiprofessionisti | Coppa Italia Semiprofessionisti | Totale   | Totale |
| Giocatore       | Presenze | Reti    | Presenze                        | Reti                            | Presenze | Reti   |
| --------------- | -------- | ------- | ------------------------------- | ------------------------------- | -------- | ------ |
| P. Biancardi    | 32       | 4       | 5                               | 1                               | 37       | 5      |
| P. Brezzi       | 24       | 0       | 7                               | 0                               | 31       | 0      |
| F. Carnevale    | 0        | 0       | 2                               | 0                               | 2        | 0      |
| W. Casaroli     | 29       | 3       | 3                               | 2                               | 32       | 5      |
| U. Catarci      | 19       | 3       | 6                               | 0                               | 25       | 3      |
| G. Corigliano   | 0        | 0       | 2                               | 0                               | 2        | 0      |
| S. D'Adderio    | 10       | 0       | 3                               | 2                               | 13       | 2      |
| L. D'Alesio     | 1        | 0       | 2                               | 0                               | 3        | 0      |
| S. Di Vicoli    | 1        | -1      | 4                               | -5                              | 5        | -6     |
| D'Ugo           | 0        | 0       | 1                               | 0                               | 1        | 0      |
| A. Facoetti     | 27       | 0       | 4                               | 0                               | 31       | 0      |
| B. Fantini      | 33       | -16     | 4                               | -1                              | 37       | -17    |
| G. Guerini      | 31       | 1       | 8                               | 0                               | 39       | 1      |
| L. Intrevado    | 0        | 0       | 2                               | 0                               | 2        | 0      |
| M. Lancetti     | 29       | 4       | 3                               | 0                               | 32       | 4      |
| E. Lanzi        | 0        | 0       | 2                               | 0                               | 2        | 0      |
| Licursi         | 0        | 0       | 1                               | 0                               | 1        | 0      |
| M. Maestripieri | 32       | 4       | 5                               | 0                               | 37       | 4      |
| G. Manari       | 0        | 0       | 0                               | 0                               | 0        | 0      |
| L. Marchetti    | 4        | 0       | 2                               | 0                               | 6        | 0      |
| G. Motta        | 34       | 7       | 6                               | 2                               | 40       | 9      |
| P. Nemo         | 31       | 5       | 7                               | 1                               | 38       | 6      |
| C. Parpiglia    | 22       | 0       | 6                               | 0                               | 28       | 0      |
| Rizzi           | 0        | 0       | 1                               | 0                               | 1        | 0      |
| G. Testa        | 0        | 0       | 2                               | 0                               | 2        | 0      |
| M. Scorrano     | 33       | 2       | 6                               | 2                               | 39       | 4      |
| L. Sollazzo     | 0        | 0       | 1                               | 0                               | 1        | 0      |
| A. Spada        | 25       | 1       | 4                               | 0                               | 29       | 1      |